# Девојачко вече
Девојачко вече је забава која се одржава за жену (младу или будућу младу) која ће се ускоро удати. Док Бет Монтемуро закључује да је девојачко вече направљено по узору на вековима старо момачко вече у САД,  која је сама по себи историјски вечера коју младожења приређује својим пријатељима непосредно пре свог венчања, Шила Јанг тврди да је њен британски пандан еволуирао из бројних ранијих традиција за жене пре венчања чије је порекло нејасно, али које постоји најмање један век у фабрикама и канцеларијама широм Велике Британије.  Упркос својој репутацији као „поквашеног испраћаја девојачких дана“ или „вече разврата“, ови догађаји једноставно могу бити забаве које се приређују у част будуће младе, у стилу који је уобичајен за тај друштвени круг. 

## Терминологија
Термин девојачко вече је уобичајен у Сједињеним Државама и Канади. У Уједињеном Краљевству и Ирској познато је као hen(s) party, hen(s) night или hen(s) do, док су термини hens party или hens night уобичајени у Аустралији и Новом Зеланду. Термин stagette се повремено користи у Канади.  Такође се може назвати изласком за девојке или чајем у кухињи (нарочито у Јужној Африци) или другим терминима у другим земљама енглеског говорног подручја.
Друге прославе пре венчања, као што су ручкови деверуша, често се одржавају уместо девојачких вечери због тога што су ове друге повезане са раскалашношћу у неким земљама од 1980-их.  

## Историја
Пре него што се користио као термин за прославу пред венчање, девојачка забава се у САД користила као општи термин за окупљање искључиво жена, које се обично одржавало у резиденцији домаћице. Године 1897, The Deseret News је приметио да је девојачка забава била „почашћена идеја да чај и чаврљање, паметни шешири за трачеве, представљају неопходне додатке овим посебним скуповима“.  Године 1940. Еленор Рузвелт је описана као домаћин божићне девојачке забаве за жене из кабинета и „даме из штампе“.   
Момачко вече је свесно обликовано по узору на вековима стару момачку вечеру,  која је сама по себи историјски вечера са црном краватом коју приређује младожења,  или понекад његов отац,  непосредно пре његовог венчања.

### Модерне адаптације
Пракса приређивања забаве у част будућој невести сеже вековима. Међутим, одређени амерички обичаји момачке вечери који укључују промискуитет међу неким друштвеним групама можда су почели током сексуалне револуције 1960-их. Било је неуобичајено бар до средине 1980-их, а прва књига о планирању девојачких вечери објављена је тек 1998. 
Они којима је непријатно због модерних обичаја, често се ноћ пре венчања прославља комбинацијом јеленске и срначке журке, обичај који постаје све популарнији. Испитивано је да жене чешће варају на девојачким забавама у Енглеској него њихови момачки еквиваленти. 
Израз „hen party“ одражава мушку „молењску забаву“ у референцирању друштвених стереотипа о сваком полу на забави. 